# Biao (Chinese historiografie)
Biao zijn de chronologische tabellen zoals die staan vermeld in de officiële geschiedenissen van de Chinese keizerlijke dynastieën.
Biao betekent letterlijk zichtbaar maken, maar wordt meestal gebruikt om tabellen aan te duiden. De functie van een tabel is immers het zichtbaar maken van de kern van een zaak om zo een beknopt overzicht van het onderwerp te geven. De biao van de standaardgeschiedenissen zijn overzichten van de regeringen van de opeenvolgende vorsten en de belangrijkste gebeurtenissen tijdens hun regering. De jaaraanduidingen kunnen of horizontaal of verticaal staan. De zaken die worden besproken staan dan respectievelijk verticaal of horizontaal.
Chronologische tabellen staan vermeld in elke standaardgeschiedenis samengesteld sinds de 10e eeuw, maar bevinden zich in slechts drie van de achttien oudere geschiedenissen. Dit zijn de Shiji, de Hanshu (boek van de Han-dynastie) en de Xintangshu (het nieuwe boek van de Tang-dynastie).